# Maoriente
Die Maoriente (Aythya novaeseelandiae), auch Neuseeland-Tauchente genannt, ist eine Art aus der Gruppe der Tauchenten. Es handelt sich um eine kleine Tauchente, die ausschließlich auf Neuseeland vorkommt.  
Die IUCN stuft die Maoriente als nicht gefährdet (least concern) ein. Der Bestand wird auf 5.000 bis 10.000 geschlechtsreife Individuen geschätzt. Der Bestand ist insgesamt seit der Besiedlung Neuseelands zurückgegangen; derzeit gibt es Versuche, die Maorienten in einigen Regionen Neuseelands wieder anzusiedeln. 

## Erscheinungsbild
Die Maoriente erreicht eine Körperlänge von 40 Zentimetern, wobei etwa zwei Drittel auf den Rumpf entfallen. Die Flügelspannweite beträgt 60 Zentimeter, die Flügellänge beträgt bei den Männchen 17,9 bis 19,6 Zentimeter, bei den Weibchen dagegen 17,8 bis 18,9 Zentimeter. Männchen wiegen durchschnittlich 700 Gramm, die Weibchen 600 Gramm. Maorienten gehören zu den Entenvögeln, die keinen ausgeprägten Geschlechtsdimorphismus zeigen. Beide Geschlechter haben ein schwarzbraunes Gefieder. Beim Erpel ist die Iris gelb und der Schnabel hellblau mit schwarzem Nagel. Bei der Ente dagegen ist die Iris olivbraun und das Gefieder an der Körperunterseite ist leicht aufgehellt. Ein Teil der Weibchen weist an der Schnabelbasis einen weißen Fleck auf, allerdings ist dies bei in Gefangenschaft gehaltenen Tieren nur bei etwa fünfzig Prozent der Weibchen feststellbar. Ein Unterschied zwischen Pracht- und Schlichtkleid ist nicht feststellbar. 
Das Dunenkleid der Küken ist an der Oberseite sepiabraun und hellt sich am Hals und im Gesicht  zu einem Bräunlichgrau auf. Sowohl der Schnabel als auch die Iris und die Füße sind bei ihnen dunkelgrau gefärbt, während die Schwimmhäute von schwarzer Farbe sind.
Die Maoriente ist ein geschickter Taucher und erreicht Tauchtiefen von zwei bis drei Metern. Beim Tauchen nutzt sie nur die Füße, um unter Wasser zu manövrieren, die Flügel werden nicht eingesetzt. Grundsätzlich fliegen Maorienten nur in geringer Höhe. 

## Verwechslungsmöglichkeiten

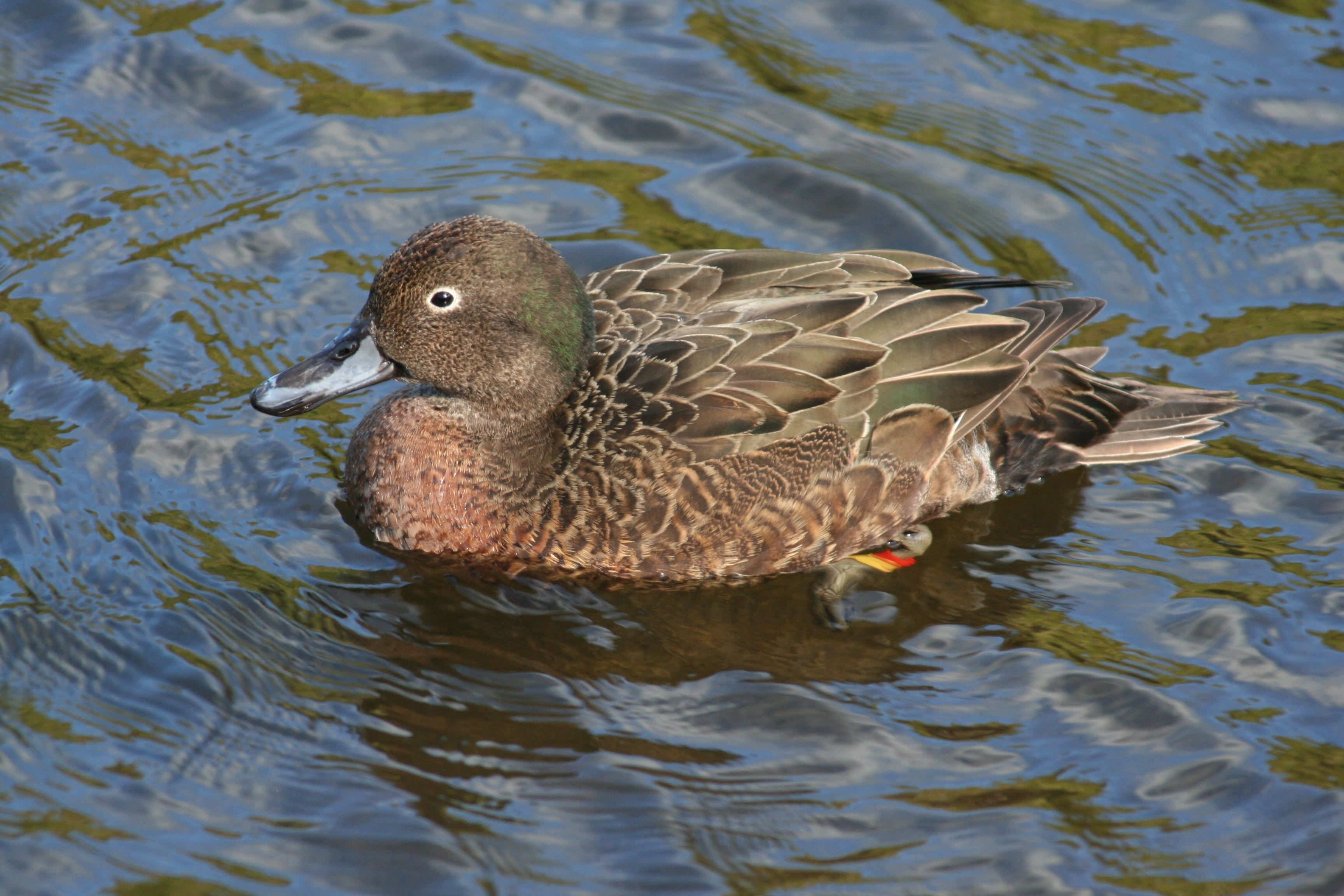
Neuseelandente, die sich von der Maoriente unter anderem durch den weißen Augenring unterscheidet

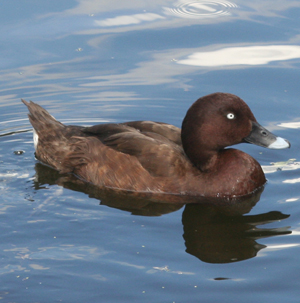
Männchen der Tasmanmoorente mit deutlich erkennbaren helleren Augen und auffälliger Schnabelbinde

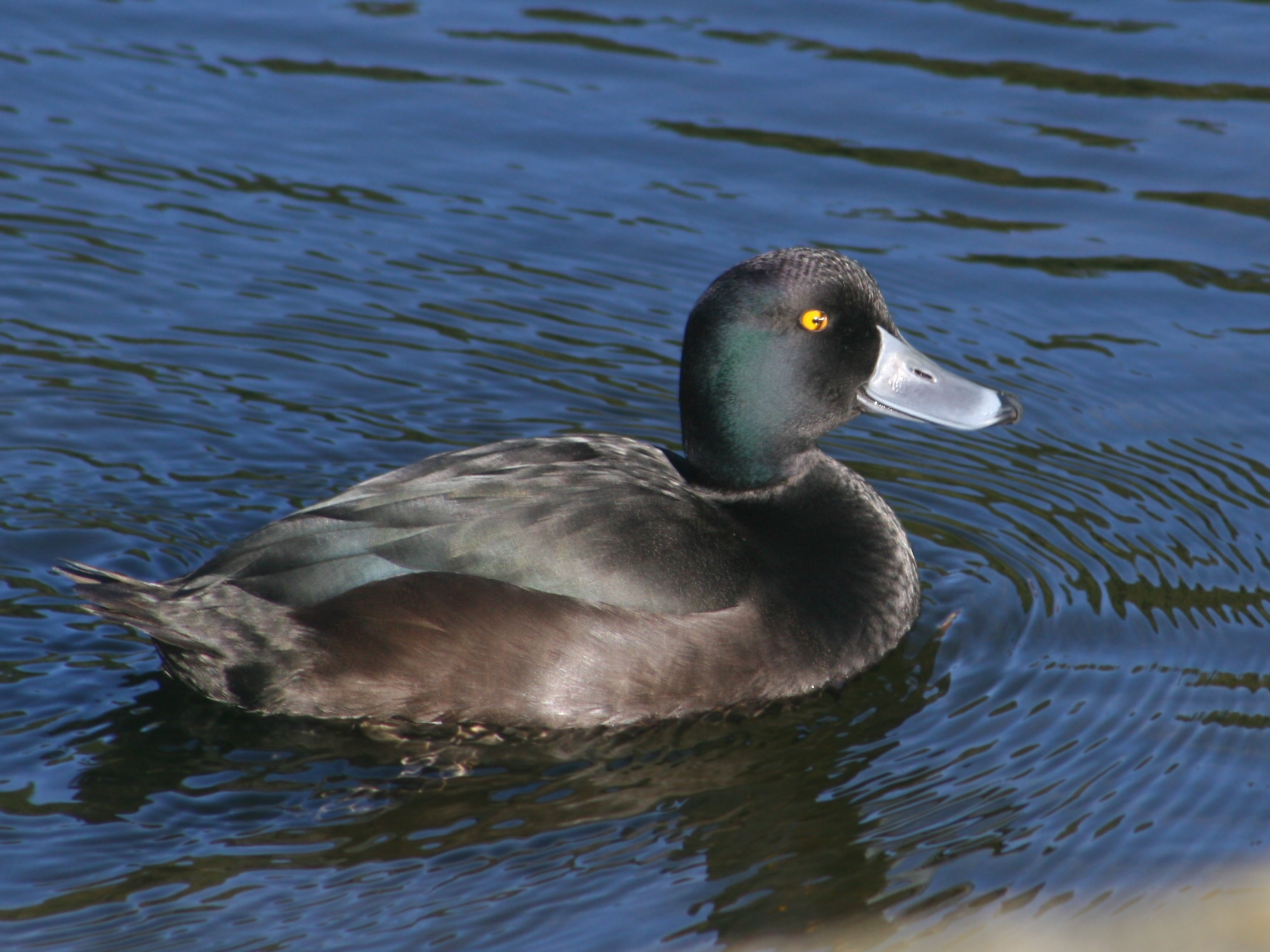
Maoriente, Männchen

Grundsätzlich ist die Maoriente auf Grund ihrer geringen Größe und ihrer Gestalt mit keiner anderen Entenart verwechselbar. Eine Ähnlichkeit weist die sehr seltene Neuseelandente auf, die sich aber unter anderem durch einen weißen Augenring von der Maoriente unterscheidet. Die Tasmanmoorente ist in Neuseeland selten. Sie unterscheidet sich von der Maoriente durch die flachere Stirn, das bräunlichere Gefieder, die weiße Unterschwanzdecke und den schwarzen Schnabel. Die Männchen der Tasmanmoorente haben außerdem fast weiße Augen.

## Verbreitungsgebiet und Bestand
Die Maoriente ist auf Neuseeland beheimatet und war dort bis zur Wende ins 20. Jahrhundert ein häufiger Vogel. Aufgrund von starkem Jagddruck sowie der Umwandlung der Tiefebenen in Agrarflächen nahm ihre Zahl so rasch ab, dass sie bereits 1934 in Neuseeland von der Liste der jagdbaren Vögel gestrichen wurde. 
Ihr Bestand wird heute auf unter 10.000 Altvögel geschätzt. Wiederansiedelungsversuche im südöstlichen Teil der Nordinsel Neuseelands waren erfolgreich. Heute existieren dort wieder einige kleinere Populationen, die bestandsstabil sind. 

## Lebensraum und Nahrung
Maorienten leben bevorzugt an klaren, tiefen Seen in den Berg- und Weideregionen Neuseelands. Sie kommen dort bis zu einer Höhe von 1000 m vor. Sehr selten sind sie auch in geschützten Flussmündungen zu beobachten. Grundsätzlich präferieren sie große Gewässer und halten sich gewöhnlich in einiger Distanz zur Uferlinie auf. Die Maoriente fehlt an brackwasserhaltigen Lagunen und Seen in Küstengebieten und kommt auch auf Strömungsgewässern nur sehr selten vor. Während des Winterhalbjahres versammeln sich teilweise sehr große Trupps auf Gewässern, die dieser Art geeigneten Lebensraum bieten. Gruppen nichtbrütender Maorienten sind ganzjährig zu beobachten. Die einzelnen Individuen eines Trupps zeigen wenig antagonistisches Verhalten zueinander. Häufig sind die Gruppen mit Augenbrauenenten und anderen Wasservögeln vergesellschaftet.
Maorienten fressen wie viele andere Tauchenten bevorzugt Kleinmollusken. Daneben spielen Pflanzen eine Rolle in ihrer Ernährung. Ihre Nahrung finden sie durch Tauchen oder das Aufnehmen von Insekten von der Wasseroberfläche.

## Fortpflanzung
Die Fortpflanzungsbiologie der Maoriente ist bislang nicht abschließend untersucht. Sie gilt als monogam, es ist aber nicht bekannt, ob die Paarbeziehung über eine Fortpflanzungsperiode andauert.
Die Balzzeit dieser Ente liegt im September und Oktober. Im späten Oktober und November beginnt die Brutsaison. Die Enten bauen ihre Nester im Ried oder auf feuchten Wiesen in Gewässernähe. Gelegentlich bilden sich dabei lockere Brutkolonien. Vereinzelt werden Nester in größerer Nähe zueinander gefunden; so gibt es einen belegten Bericht von vier Maorientennestern auf einer Fläche von 20 Quadratmeter. An einer anderen Stelle wurden drei Nester auf einer Fläche von zehn Quadratmetern gefunden. Das Gelege besteht aus vier bis acht cremefarbenen Eiern. Es brütet allein das Weibchen, die Erpel halten sich während der Brutzeit in der Nähe der brütenden Enten auf. Einzelne Männchen, die in Ufernähe auf dem Wasser schwimmen, sind in der Regel ein Indikator für ein an der Uferlinie brütendes Weibchen. 
Brütende Weibchen sitzen sehr fest auf ihren Gelegen und fliegen zum Teil erst auf, wenn sich ein Mensch mehr als zwei oder drei Meter genähert hat. Andere bleiben weiter ruhig sitzen oder werden sogar aggressiv. Aggressive Reaktionen sind häufiger dann zu beobachten, wenn der Schlupf der Küken kurz bevorsteht.
Die Küken schlüpfen nach 28 bis 30 Tagen und wiegen circa 40 Gramm. Sie verlassen das Nest in der Regel 12 bis 24 Stunden nach dem Schlupf. An der Führung der Küken ist nur das Weibchen beteiligt. Nähert sich ein Greifvogel, warnt der weibliche Elternvogel mit Rufen; die Jungen tauchen dann. Beobachtet wurde auch schon, dass der weibliche Elternvogel dann in Richtung Greifvogel auffliegt. Nähern sich potentielle Prädatoren, wenn der weibliche Elternvogel sich gemeinsam mit den Jungen in Ufernähe aufhält, schwimmen die Jungvögel nach Alarmrufen des Weibchens Richtung Seemitte, während das Weibchen versucht, den Prädator zu verleiten. Gelegentlich bilden mehrere Weibchen mit ihrem jeweiligen Nachwuchs größere Trupps. Dabei vermischen sich die Jungvögel eines Geleges in der Regel nicht. Diese Trupps sind grundsätzlich auch nicht von längerem Bestand. Die Jungvögel sind in einem Alter von etwa zehn Wochen flügge und werden bis zu diesem Zeitpunkt vom weiblichen Elternvogel geführt.
In Gefangenschaft gehaltene Maorienten brüteten bereits in ihrem ersten Lebensjahr. Es ist aber nicht bekannt, in welchem Alter Maorienten das erste Mal in freier Wildbahn brüten.

## Mensch und Maoriente
Die Maoriente brütet in Gefangenschaft sehr gut, und in menschlicher Obhut aufgezogene Vögel lassen sich gut auswildern. Dieses Verhalten wird genutzt, um Maorienten in Regionen, in denen sie mittlerweile fehlt, wieder anzusiedeln. Die Art steht in Neuseeland inzwischen vollständig unter Schutz. 
In Europa ist die Maoriente als Ziergeflügel verhältnismäßig selten. Maorienten wurden 1956 und 1957 durch den Wildfowl and Wetlands Trust nach Großbritannien eingeführt, und in Slimbridge erstmals 1958 gezüchtet. Der sich danach aufbauende europäische Gehegebestand dürfte ausschließlich auf diese Tiere zurückgehen. In den USA wurden die Maorienten erstmals 1962 und im Tierpark Berlin erstmals 1966 gezüchtet. Seit den 1980er Jahren gingen die Reproduktionsraten des europäischen Gehegebestands zurück, was als Hinweis auf eine beginnende Inzuchtdepression gedeutet wird. Seit Mitte der 1990er Jahre wird die Maoriente nur noch vereinzelt in Westeuropa gehalten.

## Belege

### Einzelbelege
1. ↑   Factsheet auf BirdLife International
2. ↑   Kolbe, S. 282
3. ↑   Higgins, S. 1359
4. ↑   Higgins, S. 1358
5. ↑   Higgins, S. 1358
6. ↑   Higgins, S. 1360
7. ↑   Higgins, S. 1359
8. ↑   Higgins, S. 1359
9. ↑   Higgins, S. 1359
10. ↑   Higgins, S. 1360
11. ↑   Higgins, S. 1360
12. ↑   Higgins, S. 1360
13. ↑   Higgins, S. 1360
14. ↑   Higgins, S. 1361
15. ↑   Higgins, 1361
16. ↑   Higgins, S. 1359
17. ↑   Kolbe, S. 283
18. ↑   Kolbe, S. 284